# Bundesstraße 18
Pour les articles homonymes, voir B18 et Route 18.
La Bundesstraße 18 (abrégé en B 18) est une Bundesstraße reliant Lindau à Aichstetten.

## Localités traversées
- Lindau
- Wangen im Allgäu
- Kisslegg
- Leutkirch im Allgäu
- Aichstetten